# Athletissima 2011
Athletissima 2011 byl lehkoatletický mítink, který se konal 30. června 2011 ve švýcarském městě Lausanne. Byl součástí série mítinků Diamantová liga.

## Výsledky
- Archiv výsledků zde [1]

### Muži
| Disciplína     | 1. místo                     | 2. místo                   | 3. místo                  |
| 100 m          | Asafa Powell 9,78            | Michael Frater 9,88        | Christophe Lemaitre 9,95  |
| 800 m          | David Lekuta Rudisha 1:44,15 | Marcin Lewandowski 1:45,01 | Amine Laâlou 1:45,11      |
| 5000 m         | Vincent Chepkok 12:59,13     | Imane Merga 12:59,47       | Eliud Kipchoge 12:59,71   |
| 400 m překážek | David Greene 48,41           | Javier Culson 48,73        | Justin Gaymon 49,21       |
| Skok o tyči    | Renaud Lavillenie 583 cm     | Malte Mohr 573 cm          | Lázaro Borges 563 cm      |
| Trojskok       | Teddy Tamgho 17,91 m         | Phillips Idowu 17,52 m     | Alexis Copello 17,06 m    |
| Vrh koulí      | Christian Cantwell 21,83 m   | Ryan Whiting 21,76 m       | Tomasz Majewski 21,55 m   |
| Hod oštěpem    | Andreas Thorkildsen 88,19 m  | Sergej Makarov 87,12 m     | Matthias de Zordo 83,65 m |

### Ženy
| Disciplína      | 1. místo                        | 2. místo                                      | 3. místo                   |
| 200 m           | Marija Rjemjeňová 22,85         | Debbie Fergusonová-McKenzieová 22,93          | Olesja Povchová 23,04      |
| 400 m           | Amantle Montshoová 50,23        | Sanya Richardsová-Rossová 50,61               | Natasha Hastings 51,07     |
| 1500 m          | Morgan Ucenyová 4:05,52         | Anna Miščenko 4:06,00                         | Hind Déhiba Chahyd 4:06,58 |
| 100 m překážek  | Sally Pearsonová 12,47          | Danielle Carruthers 12,48                     | Tiffany Porterová 12,64    |
| 3000 m překážek | Milcah Chemos Cheywaová 9:19,87 | Sofia Assefaová 9:20,50                       | Mercy Njoroge 9:20,51      |
| Skok do výšky   | Anna Čičerovová 195 cm          | Světlana Školinová Viktorija Sťopinová 190 cm | – –                        |
| Skok daleký     | Brittney Reeseová 685 cm        | Darja Klišinová 6,76 cm                       | Shara Proctorová 6,66 cm   |
| Hod diskem      | Yarelis Barriosová 64,29 m      | Aretha Thurmond 63,85 m                       | Nadine Müllerová 63,58 m   |